# ناحیه عین بسام
ناحیه عین بسام (به عربی: دائرة عین بسام) یک ناحیه‌ در الجزایر است که در استان بویره واقع شده‌است.